# Sekundärer Endpunkt
Als sekundärer Endpunkt (lat. secundus = „der Zweite“) wird in klinischen Studien das sekundäre (zweitrangige) Ziel der Studie bezeichnet.
In der Studie wird die Ausprägung dieser festgelegten Kriterien bei der behandelten Gruppe mit der Ausprägung der Kriterien in einer Kontrollgruppe verglichen. Die sekundären Endpunkte müssen, wie alle anderen Endpunkte auch, vor dem Beginn der Studie festgelegt werden.
O’Neill definiert den sekundären Endpunkt als:

„zusätzliche klinische Charakterisierung einer Behandlung, die allerdings für sich alleine genommen nicht den Beweis eines klinisch signifikanten Behandlungseffektes darstellt.“

“additional clinical characterization of a treatment but could not, by itself, be convincing of a clinically significant treatment effect.”
Die Ergebnisse des primären und sekundären Endpunktes stehen generell in enger Beziehung zueinander. In den meisten Fällen sind die Ergebnisse der sekundären Endpunkte unmittelbar von den primären abhängig.
Wenn der primäre Endpunkt einer Studie keine eindeutige statistische Signifikanz zeigt, können die sekundären Endpunkte nicht valide analysiert werden.
Die sekundären Endpunkte sollen für die primären Endpunkte unterstützend wirken, speziell dann, wenn die primären Endpunkte subjektiver Natur (weich) sind. Mehrere sekundäre Endpunkte führen zu vertrauenswürdigeren Ergebnissen.

## Beispiele für sekundäre Endpunkte
Die für eine Studie gewählten sekundären Endpunkte sind stark abhängig von Studienziel und therapierter Krankheit. Im Gegensatz zu den primären Endpunkten werden für die sekundären Endpunkte oft auch weiche, das heißt nicht-messbare, Kriterien festgelegt. Beispiele für typische sekundäre Endpunkte von Studien sind Schmerzen und die Lebensqualität der Patienten. Auch die Sicherheits-Endpunkte „Verträglichkeit“ und „Sicherheit der Therapie“ werden oft als sekundäre Endpunkte definiert.

## Tertiäre Endpunkte
Seltener werden in Studien auch tertiäre Endpunkte definiert. Dies ist beispielsweise dann der Fall, wenn man sich von dem verabreichten Medikament weitere positive „Nebenwirkungen“ verspricht. So wurde beispielsweise in der ASCOT-Studie bei Bluthochdruckpatienten als tertiärer Endpunkt die «Neumanifestation eines Diabetes» festgelegt.